# Highmoor
Highmoor is een civil parish in het bestuurlijke gebied South Oxfordshire, in het Engelse graafschap Oxfordshire met 276 inwoners.